# 汉克·菲斯特
汉克·菲斯特（英語：Hank Pfister，1953年10月9日—），美国男子网球运动员。他曾在1978年法国网球公开赛上搭档吉恩·迈耶获得男子双打冠军。他也曾参加1975年泛美运动会。